# Rzut za trzy punkty

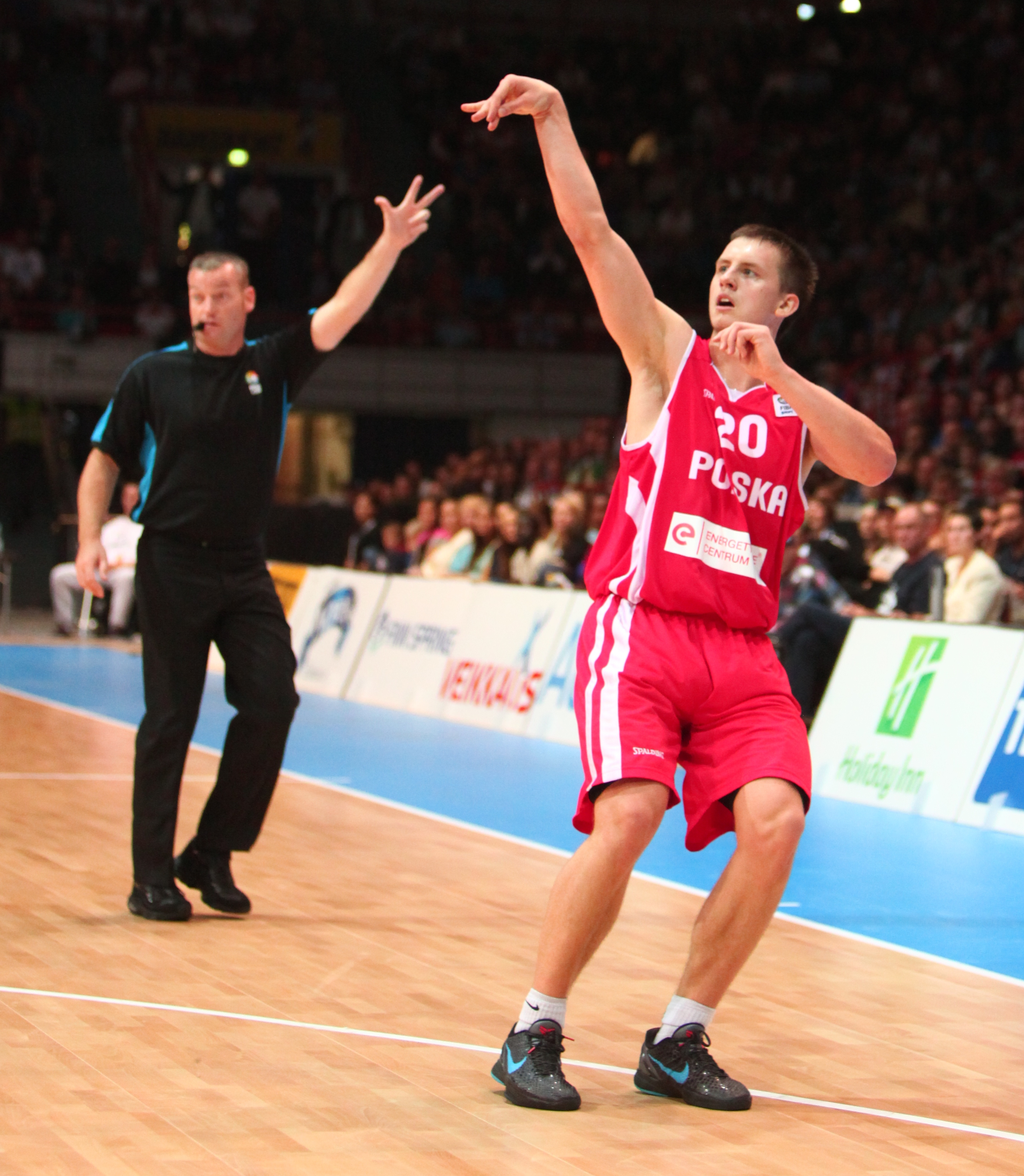
Zawodnik wykonuje rzut za 3 punkty. W tle sędzia informuje o próbie rzutu za 3 punkty.

Rzuty za trzy punkty – rodzaj rzutu w koszykówce. Wykonuje się je zza linii rzutów za trzy punkty, która w Europie znajduje się w odległości 6,75 metra od środka kosza (przed 2010 rokiem - 6,25 metra), a w NBA 7,24 metra.
Na stałe wprowadzony w 1961 roku w Stanach Zjednoczonych (liga ABL). W ABA od 1967, w NBA od 1979, a w przepisach FIBA od 1984.

## Przepisy FIBA regulujące rzuty za 3 punkty
Ta sekcja opisuje zagadnienie koszykarskie zgodne z normami FIBA.
Zasady w ligach NBA, NCAA lub innych mogą różnić się od tutaj przedstawionych.
Gdy rzut za 3 punkty jest wykonywany, sędzia na boisku podnosi jedną rękę i pokazuje trzy palce. Jeżeli jest celny, to sędzia podnosi drugą rękę i również pokazuje po trzy palce, trzymając obie ręce w górze.
W wypadku faulu przy tym rzucie, zawodnik sfaulowany wykonuje rzuty wolne, w liczbie:
- jeden - jeśli rzut przy faulu był celny
- trzy - jeśli rzut przy faulu był niecelny.

Według zasad FIBA rzut za 3 punkty musi zostać oddany zza linii rzutów za 3 punkty, a nie z tej linii, ponieważ linia 6,75 nie należy do obszaru rzutów za 3 punkty.
Również przypadkowy celny rzut jest nagradzany punktami. Jeśli zawodnik stojąc w polu rzutów za 3 punkty, podaje piłkę i trafia przypadkiem bezpośrednio do kosza, drużyna otrzymuje 3 punkty. Jednak jeśli podczas tego podania którykolwiek zawodnik drużyny podającego zawodnika dotknie piłki, zmienia to wartość punktową tego rzutu. Jeśli zawodnik podający stoi w polu rzutów za 3 punkty, to niezależnie od tego, czy zawodnik jego drużyny, który dotknął piłki, stoi w polu rzutów za 2 lub za 3 punkty, celny rzut jest traktowany jako rzut za 2 punkty, ponieważ piłka nie wpadała bezpośrednio do kosza.